# Huwelijksmedaille 2002
De huwelijksmedaille 2002 is een herinneringsmedaille ontworpen ter viering van het huwelijk van Willem-Alexander der Nederlanden en Máxima Zorreguieta.

## Achtergrond
Sinds 1898 is het gebruikelijk om bij het vieren van huwelijken, bij jubilea en inhuldigingen van leden van het Koninklijk Huis een herinneringsmedaille in te stellen.
Toen de Prins van Oranje en Máxima Zorreguieta in 2001 hun huwelijk voorbereidden ontving Hans Johny van Houwelingen opdracht om een medaille te ontwerpen. Hij brak met de traditie van over elkaar liggende hoofden zoals bij de drie eerdere huwelijksmedailles, maar koos voor opwaarts spiegelende, elkaar aanziende, portretten.
Met een gecomputeriseerde laser werden 2002 structuren in het stempel aangebracht die het licht steeds onder een andere hoek weerkaatsen. De medaille flonkert daarom in het licht. De portretten werden hoogglanzend gepolijst.
Op de keerzijde staan de verstrengelde gekroonde monogrammen van bruid en bruidegom onder een koningskroon. Rond de afsnede staat "TWEE TWEE TWEEDUIZENDTWEE MÁXIMA WILLEM-ALEXANDER".
Het lint heeft zoals gebruikelijk kleuren uit het wapen van bruid en bruidegom. Geel en zwart komen voor in het Zorreguiettawapen, de Nederlandse koningen kiezen sinds eeuwen voor oranje en nassaublauw.
De zilveren medaille heeft een doorsnee van drie centimeter en weegt negentien gram. Het moirézijden lint is zoals gebruikelijk 27 millimeter breed. Men kan een miniatuur van de medaille dragen op een rokkostuum of gala-uniform maar er is, behalve de voor militairen gedachte baton, geen knoopsgatversiering voor het revers.
Er zijn ongeveer 12.000 medailles uitgereikt. De duizenden militairen in de afzettingen, politieagenten, gasten en honderden medewerkers van het hof kregen een onderscheiding. Ook de leden van de Studentenweerbaarheden die op die dag een erewacht vormden dragen de herinneringsmedaille.